# タクティカルコマンダー
タクティカルコマンダー（英語表記：TACTICAL COMMANDERS）は、韓国のゲーム会社NEXON及びKRU interactiveが開発したオンラインゲームである。戦略SLGに分類される。
日本ではネクソンジャパンが運営を担当し、2001年5月25日からClosedβテストが行なわれ2001年10月5日に製品版が発売された。しかし、参加人数減少による収益性の悪化で2005年8月31日にサービス終了となった。

## 概要
1000人以上のプレイヤーがゲームに接続でき、1つの戦場で最大50人が同時に参加する事ができる。プレイヤーは四ヵ国のうちどれか一国に所属し、指揮官として自らの部隊を指揮し、他の指揮官達（＝プレイヤー）と協力して他国の部隊と戦う。部隊を編成するユニットにはそれぞれ長所と短所、得手不得手がある。
MMORPG的な要素も持っており、プレイヤーにはレベルとステータスの概念が存在し、所持するユニットにもそれぞれ個別にレベルが設定されている。また種類は少ないながらプレイヤー用のアバターも用意されており、仲間意識を高めるためレジメント（他のMMORPGで言うところのギルド）に所属する事も可能。
公開当初は当時オンラインゲームとしてはまだ珍しかったRTS（リアル・タイム・ステラテジー）の要素を持っており、各方面で好評価を得ていた。しかし正式サービス以降、ユーザー数は徐々に減少していった。原因については諸説有るが（宣伝不足、アップデートの遅さ、ユーザー同士の確執など）、はっきりとした事は不明である。
2004年中頃になってサービスは無料化され、一時的にユーザー数は増加したものの最盛期に迫るほどのものではなく、それもやがては減少の一途を辿っていく事となった。またユーザーサイドの一部掲示板では古参プレイヤーと新規プレイヤーとの間に深刻な確執が発生し、これはサービス終了直前まで長く尾を引く問題となっていた。
海外ではShattered Galaxyという名称で運営されており、日本での運営終了後は、英語のハードルの高さにもかかわらず多くのユーザーがShatterd Galaxy に移っていった。
なお、Shatterd Galaxyは2010年8月現在でもアップデートが続いており、全世界同時接続のためユーザー数も確保されている。

## ゲームシステム

### レベル
ヒーローレベルとユニットレベルの二種に大別される。まず戦闘を終えると戦闘に参加したユニットに経験値が入り、これの累積によってユニットはレベルアップする。ユニットのレベルが上がると今度はプレイヤーキャラクターに経験値が入り、これの累積によってユニットタイプに対応した兵科レベルが上昇する。この兵科レベルは四種類存在し、その中から最も数値の高いものがヒーローレベルとして表示されるが、実際には全兵科レベルの合計値が真のヒーローレベルであると言える。兵科レベルが上昇するとキャラクター成長用のボーナスポイントが一点手に入るだけで、兵科レベル自体に差異は存在しないためである。ただし、これによってあるプレイヤーがどういったユニットを重視して使っているかなどの傾向を窺い知る事は可能。キャラクターのステータスパラメータは以下の四種類。
- TACTICS

この数値を上げると同時に出撃できる（＝操作できる）ユニット数が増加する。またユニットのHPにもボーナスがつくため、最も重要なステータスと言える。
- CLOUT

この数値を上げると所持できるユニットの数が増加する。また自分よりCLOUTが10以上低いプレイヤーの所持ユニットを戦略マップ画面（後述）にて確認する事が出来る。
- EDUCATION

この数値を上げるとユニットの技術レベルが向上し、より質の高い装備品を扱えるようになる。またユニットのアップグレードも容易になる。
- MECH APT

この数値を上げるとユニットの最大載積量が増加し、より重い装備を搭載する事が出来るようになる。また僅かながら技術レベルにもボーナスがある。

### 惑星
メインとなる惑星は三つ存在し、惑星によってヒーローレベル及びユニットレベルに上限値が設定されている。
Hecate（通称：下位）
ヒーローレベル上限値30、ユニットレベル上限値32。ユニットのアップグレードもかなり制限されている。新規キャラクターはここからスタートする。ヒーローレベルが上限に達すると、強制的にMorganaへと移籍される。
Morgana（通称：中位）
ヒーローレベル上限値65、ユニットレベル上限値70。ヒーローレベル20以上で移籍可能。ユニットのアップグレードが幾つか解禁され、よりレベルの高い戦争が行われる。ヒーローレベルが上限に達しても強制移籍は行われない。
Minerva（通称：上位）
ヒーローレベル上限値120、ユニットレベル上限値100。ヒーローレベル50以上で移籍可能。ユニットのアップグレードが全て解禁され、また強力なMISCが幾つも登場する。ここでは一定の条件を満たすと帰還が可能となり、ほぼ全てのステータスをリセットするかわり、その時点での所持ユニットの約半分、非売品のユニット一体、ユニット所持数+1（CLOUTによる増加とは別枠）などの特典を得て、Morganaから再スタートする。帰還は12回まで可能。
Nyx（通称：彗星）
特殊惑星。戦争に勝利して国力を一定値まで溜めると利用可能となる。非常に強いエイリアンがマップ全域を支配しているが、これを排除し続ける事で経験値と資源が稼ぎ放題となるボーナス惑星。

### マップ
二種類のマップが存在し、双方共にリアルタイム制で進んでいく。基本的にひっきりなしに領土が入れ替わるため、プレイヤー個々の技能が試される戦闘だけでなく、マップ全体を見据えた戦略眼も重要とされている。
戦略マップ
将棋盤のように一マスずつ区切られたいわゆる全体マップであり、パズル状に戦術マップが嵌め込まれている。この画面では敵味方の領土や現在戦争を行っている区域、戦術マップにいるプレイヤー数とその国籍などを確認することが出来る。
戦術マップ
キャラクターが実際に移動や戦闘などを行うマップである。他国領土のマップに侵入すると、その国を対戦国として戦争が開始される。ただし、侵入時点でマップ内に敵軍となるプレイヤーが存在しない場合、自動的に勝利扱いとなって領土は塗り替えられる。戦争では自身の所持ユニット6体～12体までを同時に操作し、攻撃側であれば敵拠点を制圧、守備側であれば自軍拠点を防衛する事が目的となる。

### ユニット
プレイヤーが指揮（操作）する事になるユニットは、INFANTRY（歩兵）、MOBILE（車輌）、AVIATION（飛行）、SPECIALIST（特殊）の四種類に大別される。それぞれ先頭のアルファベット三文字を取ってINF、AVI、MOB、SPEと略称されている。通常、操作性の問題で異なる種類のユニットを混ぜる事はあまりなく、同一ユニットで構成された部隊だけで出撃する（例外はSPE、詳細は後述）。
- INFANTRY（歩兵）

主なユニットはヒューマノイド、ツインバルカンなど。その多くが多彩な武器を持つため汎用性が高く、MISCと呼ばれる特殊装備の種類も多いため、多目的に使える。ただし総合的な攻撃力はあまり高いとは言えず、機動力も平凡。どちらかと言えばサポート的な意味合いの方が強いユニット群である。
- AVIATION（飛行）

主なユニットはエクソリン、オリオンなど。航空ユニットであるため地形による移動の制限を全く受けず、全ユニット中最大の機動力を誇る。攻撃力も高いユニットが多く、専ら偵察や敵ドロップシップの撃破、ストール（劣勢時の時間稼ぎ）等が主任務となるが、絨毯爆撃や遠距離砲撃を行えるユニットもあり、その多様性はINFに次ぐ。
- MOBILE（車輌）

主なユニットはライドバイク、ライトキャノンタンクなど。基本的にこのユニット群はどれも高い対地攻撃力を持つため、敵ユニットをひたすら破壊し、進撃路を切り開くのが主任務となる。また序盤では遠距離砲撃を行えるユニットはこのカテゴリにしか存在しない。
- SPECIALIST（特殊）

主なユニットはドロップシップ、レーダースクエードなど。攻撃力は全く持たないが、地雷設置やユニットの回復などの特殊能力を持つ、サポートに特化されたユニット群。その特性上、運用する際は少数のSPEを主力ユニットの部隊に混ぜるのが基本となる。

### 戦争

#### 開始までの流れ
前述したように、基本的には敵国が支配する戦術マップに入る事で戦争が開始される。この際、侵攻を行ったキャラクターの属す国が攻撃側となり、既に待機中或いは移動中であったキャラクターの属す国は守備側となる。
戦術マップによって攻撃と守備の有利不利は変わってくるため、不用意に移動を行うと敵に有利な条件で戦闘が開始されてしまう事もしばしばある。そのため、互いに戦術マップを一つ挟んでそのまま待機し、敵への警戒と威嚇を行うプレイヤーの存在が必須となってくる。こうした戦略マップを介した駆け引きにはある程度の熟練を必要とし、また果てのない心理戦でもあるため、プレイヤー自身の根気や忍耐が非常に重要となる。これは睨みと呼ばれており、地味ながら非常に貢献度の高い仕事となっている。

#### 戦争概要
戦争中は基本的にPOCを巡った攻防戦が主となる。POCは戦術マップの拠点という設定で、戦術マップによって配置されている位置、数がそれぞれ異なっている。何らかのユニットをこのPOCの上に乗せ、そのまま一定時間が経過すると、POCはその軍によって占領される。但し占領条件として、それを行うユニットが地上タイプでなければならない。また地上ユニットであっても、透明化や浮遊などの一部MISCを発動しているとPOCの占領は行えない。また一度占領されたPOCでも、同じ条件を満たす事によって奪還が可能である。そのため、POC周辺は多くの場合激戦区となる。

#### 勝利条件
攻撃軍は制限時間内に全てのPOCを占領する事、守備軍はPOCを制限時間まで防衛する、もしくは攻撃軍を全滅させる事が各々の勝利条件である。こうした仕様のため、攻撃軍が数的に不利である場合、機動力の高いユニットを用いてひたすら逃げ回るという戦法が考案された。これはストールと呼ばれ、多くの敵を引き付けておく事で他の戦場を有利にしたり、援軍が到着するまでの時間を稼ぐなど、睨みと同様に重要な仕事である。

## 国家
国家は色別に4つに分かれており、惑星別に名称が異なる。国家の首都は、それぞれ「戦略マップ」の四隅に存在しており、その位置は固定ではなく2ヶ月毎に変更されている。
Hecate（下位）
- オメガ（赤）
- カパ（紫）
- ガンマ（黄）
- セタ（緑）

Morgana（中位）
- ミュラン（赤）
- クロム（紫）
- ゴグ（黄）
- タンタル（緑）

Minerva（上位）
- ベイロン（赤）
- ジオク（紫）
- グロス（黄）
- タイタン（緑）

## 問題点

### ローカルルール
これは公式サイトで制定された正規のルールではなく、ユーザー達が独自に作り上げたルール群である。このようなものが作られるようになったのは二つの要因があり、一つはゲームシステムの不備と、もう一つはユーザー数の減少である。ユーザー数に対して広すぎるマップでは大規模な戦争を楽しむ事が出来ず、各地で散発する少人数戦に終始してしまうという状況を打破するための、言わば苦肉の策として考案されたものだった。
このルールは主に戦争の方針を定めたものであり、大まかに分けると、二国間で戦略マップ半分の領域を使いつつ戦争を行う通常戦、二国間にて戦場を一カ所に限定して行う遭遇戦、四国が中央の戦術マップにて一斉に戦争するE4指定戦、従来通り戦略マップ全域を使って四国での戦争を行う乱戦の四つ。これらは当事国同士の外交役と呼ばれるプレイヤー同士で話し合われ、主にその時ログインしているプレイヤーの人数を考慮して決定される。
これら以外にも細かく分けると更に幾つか細かい戦争方法があり、またこういったユーザー主導のスタイルが更に増長され、後に戦争以外のことに関しても幾つかの決め事が作られた。これにはゲーム内にプレイヤーがある程度の地位と権力を確立できる、政治制度を模したシステムが存在する事も一つの原因となっており、この事は後々新規プレイヤーと古参プレイヤーとの間に大きな確執を生む遠因、或いは直接の原因となった。
特に無料化以後の新規プレイヤーの中にはこのローカルルールについて戸惑いを隠せない者も少なくなかった模様で、無料化後ユーザー数が一時的に増えた後、再び減少してしまったのはローカルルールのせいだ、と批判する者もいた。但しこれは無料化以後の一部プレイヤーがローカルルールを履き違えて推進してしまったためだ、という反論もなされている。

### キャラクターデータの消滅
2005年1月5日の定期メンテナンス後、一部ユーザーのキャラクターデータに異常が発生した。具体的には所持ユニットの消滅、ステータスの初期化などが発生したのである。中にはキャラクターデータそのものが消滅してしまったケースもあり、それらの中には無料化以前から存在していた（つまりネクソンジャパンに対して課金の義務を果たしていた）データも含まれていた。具体的な被害者数は不明であるが、当時のファンサイトのBBSなどの状況を見る限り、その数は決して少なくはなかったものと見られる。これに対してロールバックなどの処置は一切行われず、多くのユーザーが不満を抱えたままゲームを去っていく事となり、過疎化に更なる拍車をかける事態を招くこととなった。なお、現在に至るまでこの件に関しての公式な発表は一切行われていない。またユーザーの送った質問メールに対し、一切の補填を行わないとする旨の返答が帰ってきた、という報告も見られた。